# 하모니 모듈

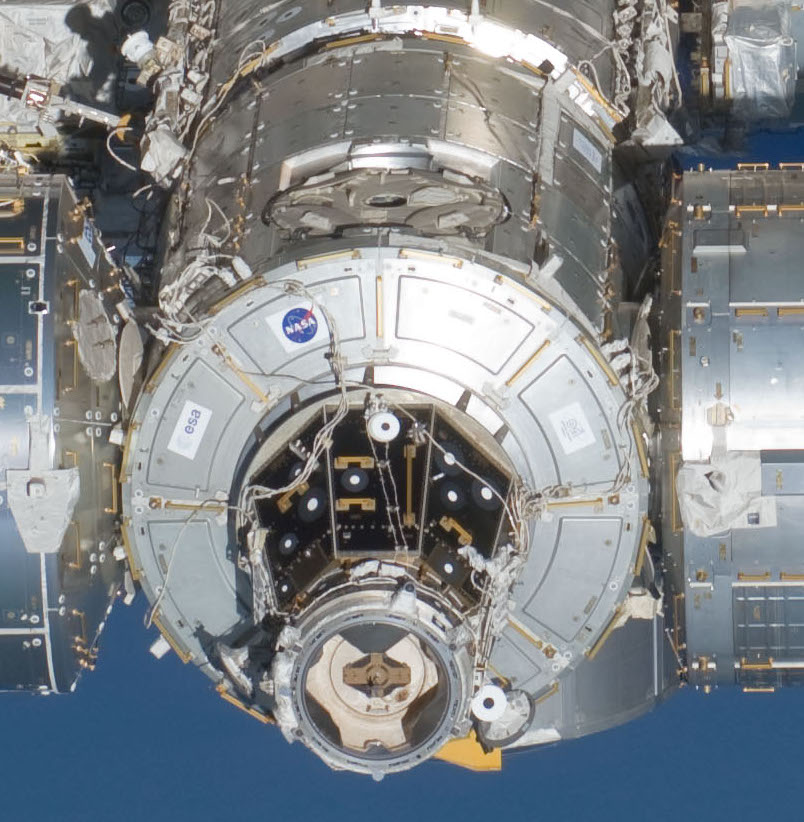
콜롬버스, 키보, 데스티니 모듈과 연결된 상태의 하모니 모듈. PMA-2는 카메라를 바라보고 있으며, 천정 및 천저 방향 도킹 포트는 비어 있다.

하모니 모듈(Harmony module) 또는 노드 2(Node 2)는 국제우주정거장의 "다용도 허브"로서, 미국, 유럽, 일본의 실험실을 연결하고 전기를 공급한다. 승무원 네 명 분의 수면 공간도 마련되어 있다.
하모니 모듈은 2007년 10월 23일 디스커버리 우주왕복선의 STS-120 임무에 실려 발사되었으며, 유니티 모듈에 잠시 연결되어 있다가, 같은 해 11월 14일에 현재 위치인 데스티니 모듈 앞쪽 끝으로 이동하였다. 하모니 모듈의 연결을 통해 국제우주정거장의 내부 부피는 75.5 m3 증가했는데, 이는 기존의 420 m3에서 500 m3으로 증가한 것으로, 약 20% 가량이 증가한 것이었다. 미국 항공 우주국은 하모니 모듈의 설치를 "미국이 맡은 구역의 핵심 부분이 완공"된 사건으로 여겼다.

## 이름

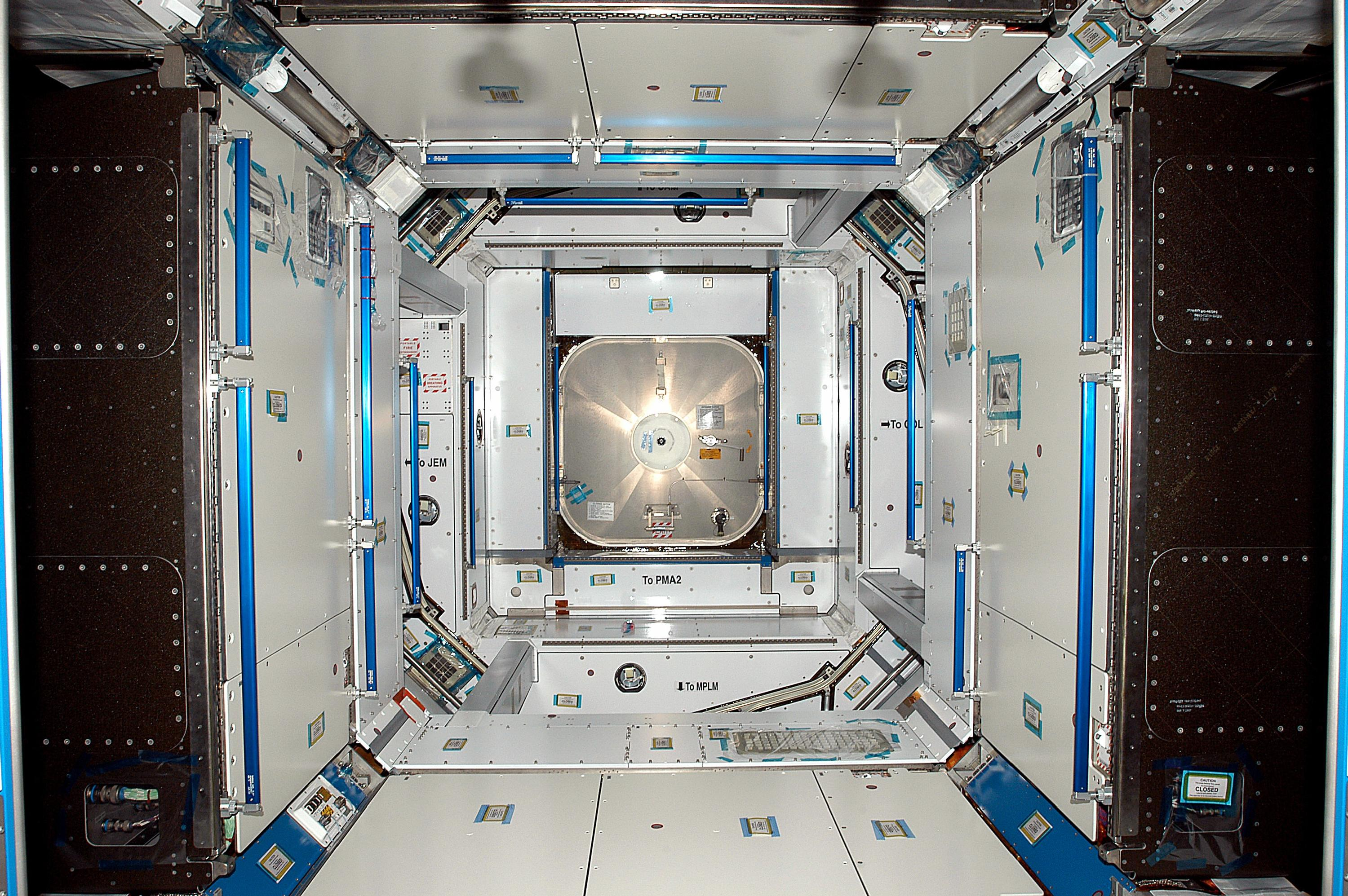
하모니 모듈의 내부.

기존의 임시 이름은 노드 2였으며, 2007년 3월 이름이 하모니로 결정되었다. 이름은 미국 32개 주의 유치원~고등학교 2,200개에서 "노드 2 챌린지"라는, 학생들이 우주 정거장에 대해 배우고 이름 제안에 대해 설명하는 글을 써야 하는, 일종의 공모전을 통해 채택되었다. 우승자는 버지니아주 알렉산드리아의 브라우네 아카데미였다.

## 특징

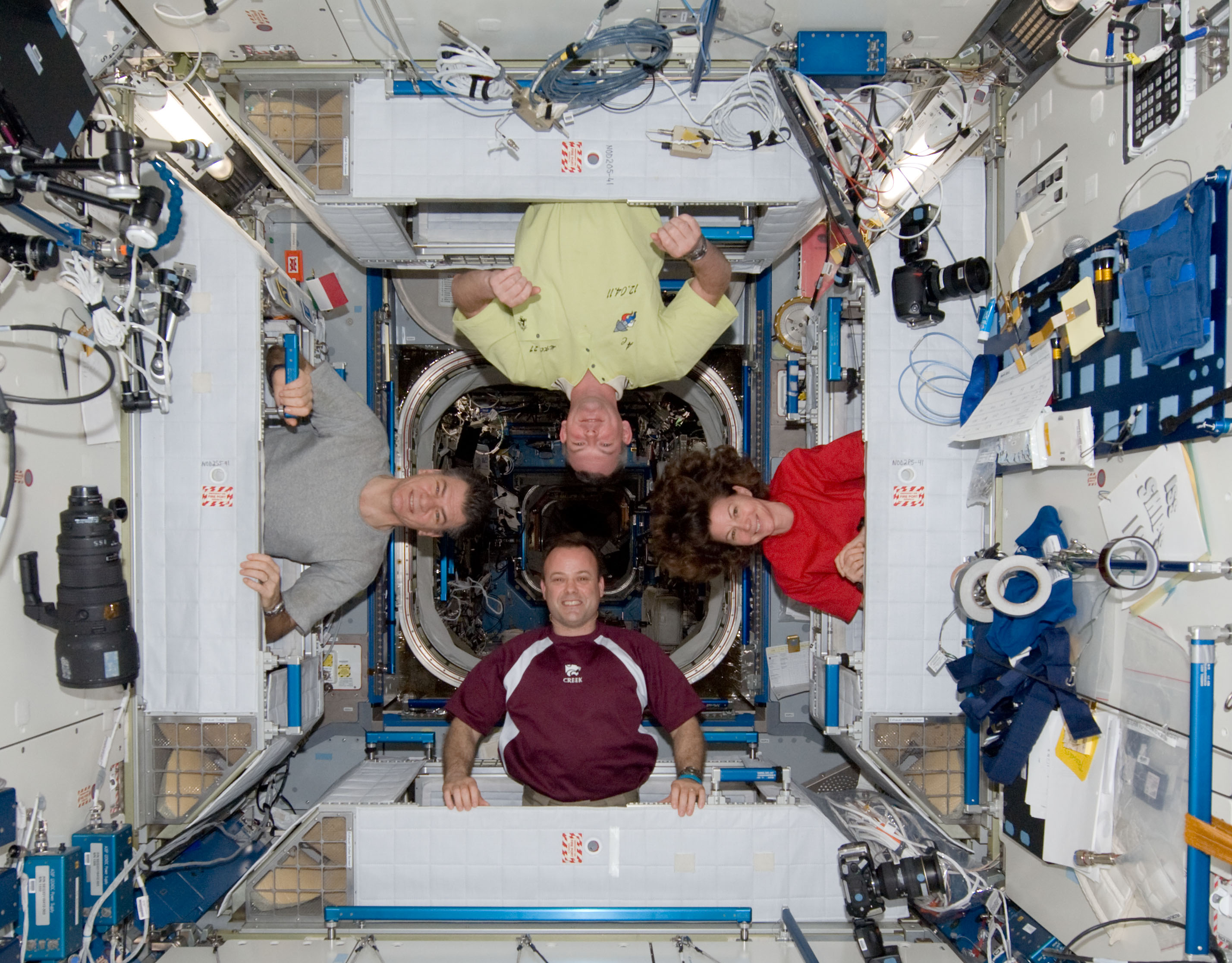
하모니 모듈 내부에 승무원이 탑승한 모습.

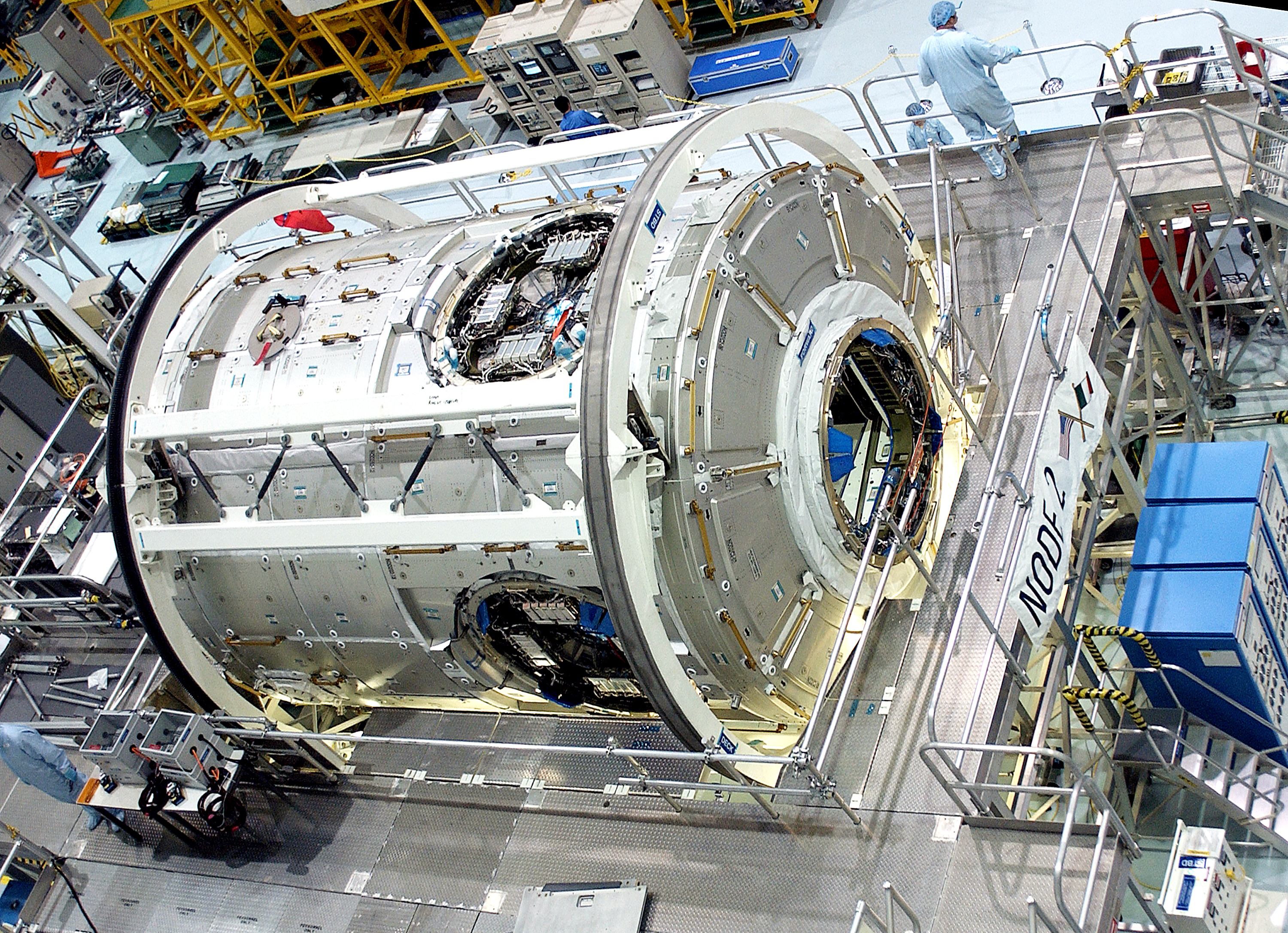
우주정거장 정비 시설에서 조립되고 있는 하모니 모듈.

하모니 모듈은 미국 궤도 부분 3개 노드 모듈 중 두 번째로, 구조는 5.1 cm 두께의 원통형 2219-T851 알루미늄 합금 압력 탱크이며, 캡톤으로 열절연되어 있다. 스테인리스강과 6061 알루미늄 합금이 교차로 놓인 98겹 구조와, 케블라와 합성수지로 만든 2차 방어막을 통해, 유성진을 막는다. 하모니 모듈의 설계는 다목적 보급 모듈과 유럽 우주국의 콜롬버스 모듈에 기반하여 있다. 하모니 모듈에는 공통 정박 장치 6개가 있는데, 데스티니 모듈과 연결되는 부분은 수동형이며 나머지는 능동형이다.
하모니 모듈은 헌츠빌의 마셜 우주 비행 센터에서 관리한다. 캐나다암2는 하모니 모듈 외벽에 부착하여 사용할 수 있다. 거주 모듈 개발이 취소된 후, 하모니 모듈이 미국 측 우주비행사의 승무 공간으로서 활용되고 있다.

## 건조 계약
하모니 모듈은 NASA와 유럽 우주국(ESA)과의 협약에 따라 탈레스 알레니아 스페이스가 이탈리아 토리노에서 제작하여, 2003년 6월 1일 에어버스 벨루가에 실려 플로리다 케네디 우주 센터에 도착함과 동시에 이탈리아 우주국이 유럽 우주국으로 소유권을 넘겼고, 6월 18일에는 NASA로 소유권을 넘기며 케네디 우주 센터의 우주정거장 정비 시설로 들어가게 되었다.
ESA 우주비행사 파올로 네스폴리가 하모니 모듈을 설치한 STS-120 임무에 임무 전문가 자격으로 동행하였다.

## 발사

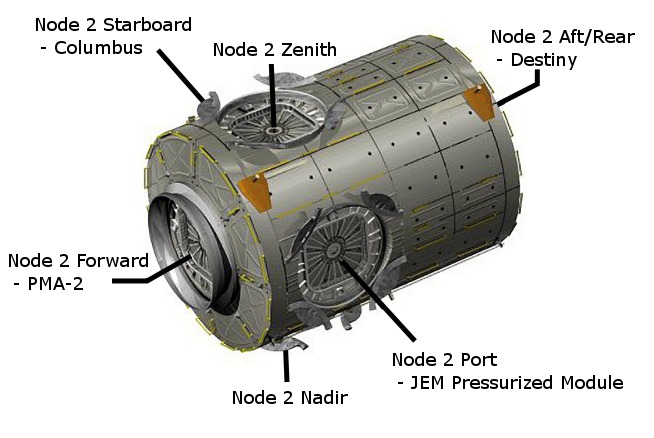
하모니 모듈의 결합부 6곳.

하모니는 2007년 10월 23일 STS-120 임무의 일환으로 발사되었으며, ISS-10A 조립 임무의 중앙 부품이었다.
10월 26일 정거장의 우주정거장 원격 조종 시스템(SSRMS)이 하모니를 왕복선에서 꺼내 유니티 모듈에 임시로 연결했으며, 10월 27일 승무원이 하모니 내부로 들어갔다. 우주왕복선이 지구로 출발한 이후 하모니는 데스티니 모듈 앞쪽 도킹 포트로 이동되었다. 설치하는 과정에서 세 차례 선외활동이 이루어졌다.

## 모듈 연결

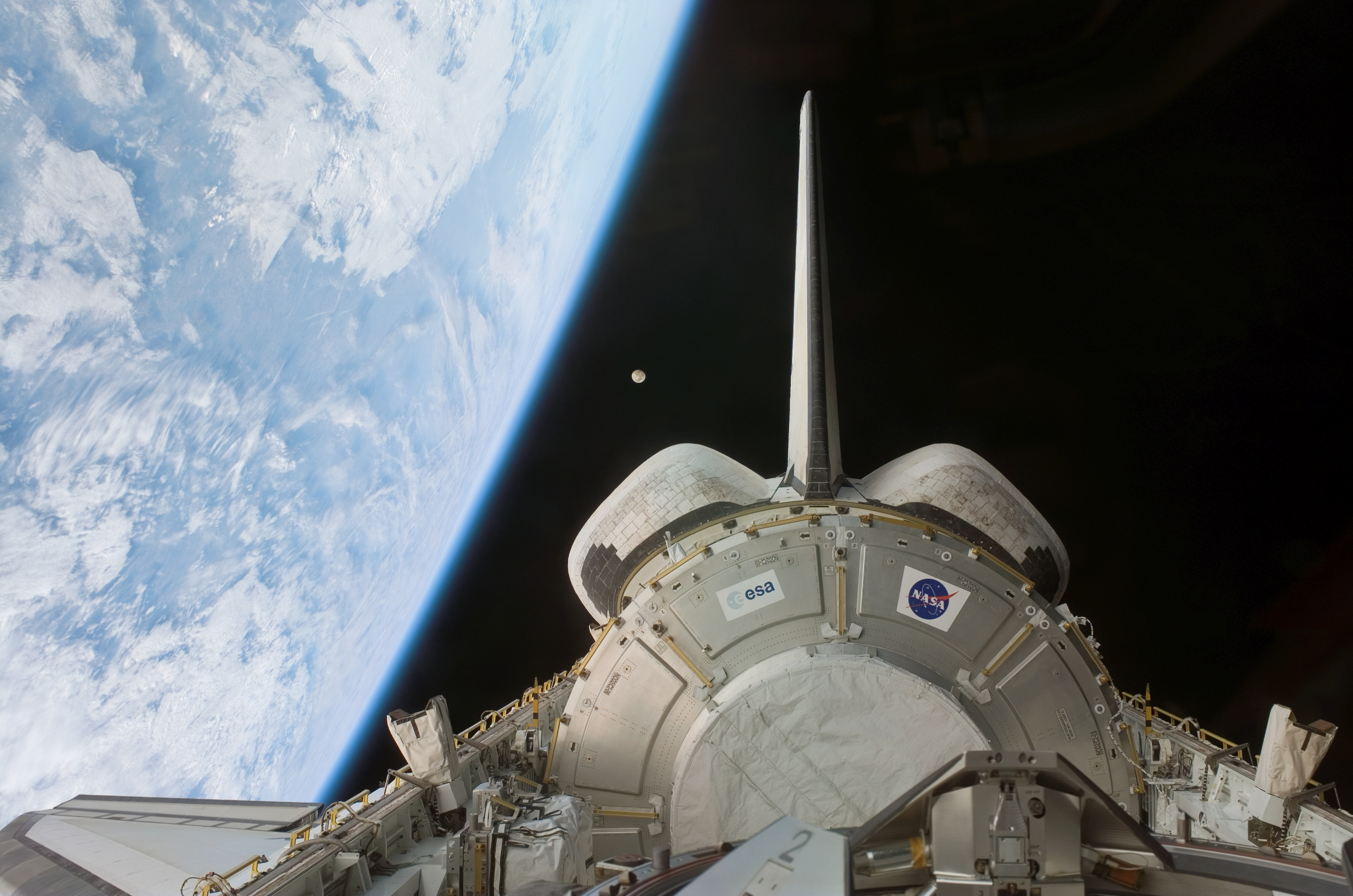
국제우주정거장으로 향하는 중 디스커버리 우주왕복선 내부에 실려 있는 하모니 모듈.

하모니 모듈의 설치는 2001년 피어스 모듈 설치 이후 최초로 내부 공간을 확장한 사건이었다. 2007년 11월 12일 익스퍼디션 16 승무원은 데스티니 모듈을 하모니 모듈 앞쪽으로 옮겼고, 14일에는 PMA-2와 결합한 하모니 모듈 전체가 데스티니 모듈의 앞쪽 끝에 정박하였다. 이후에 도킹한 모든 우주왕복선은 이 위치에 도킹하였다.
2008년 2월 11일, 유럽 우주국의 콜럼버스 실험실이 STS-122 임무를 통해 하모니 모듈의 오른쪽 해치에 연결되었다. 3월 14일에는 키보 모듈의 시험 보급 모듈 가압부(ELM-PS)가 하모니의 천정 포트에 연결되었다가, STS-124 임무에서 키보 모듈 가압부가 왼쪽에 연결된 후 ELM-PS를 분리하였다. 천정 포트는 취소된 원심 거주 모듈용이었으며, 현재는 비어 있다.
우주왕복선이 다목적 보급 모듈을 정거장으로 옮겼을 때, 임시로 하모니의 천저 포트에 연결해두기도 하였다. 일본의 우주 스테이션 보급기나 미국의 상업용 궤도 운송 서비스인 드래곤이나 시그너스가 천정과 천저 포트에 잠시 도킹하기도 한다.
2016년 8월, 앞쪽 도킹 포트에 스페이스X CRS-9이 가지고 온 국제 도킹 어뎁터가 부착되었으며, 2019년 3월 3일 스페이스X 드래곤 2의 시험 임무에서 처음 사용하였다.

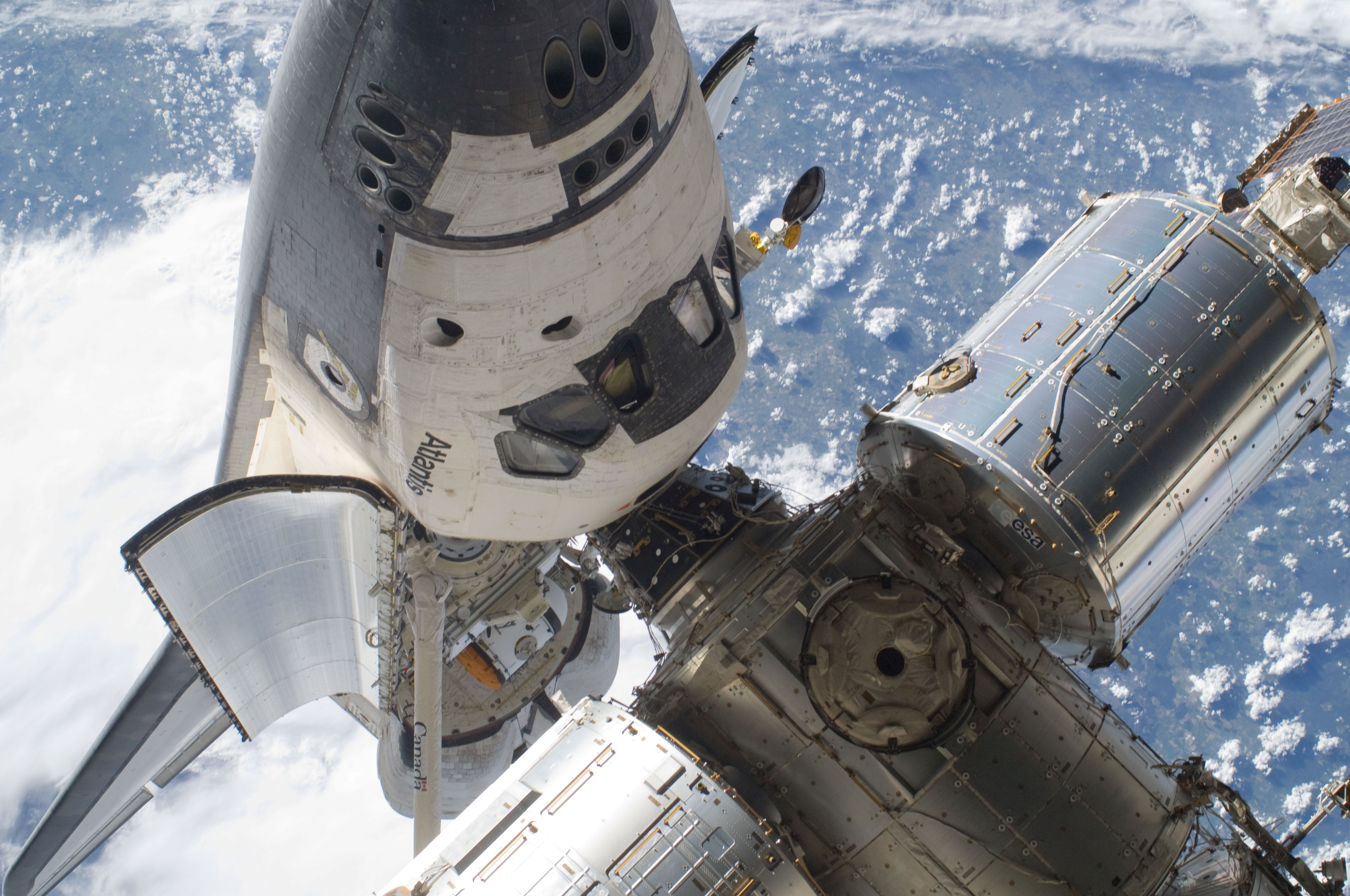
애틀랜티스 우주왕복선이 PMA-2에 도킹한 모습.
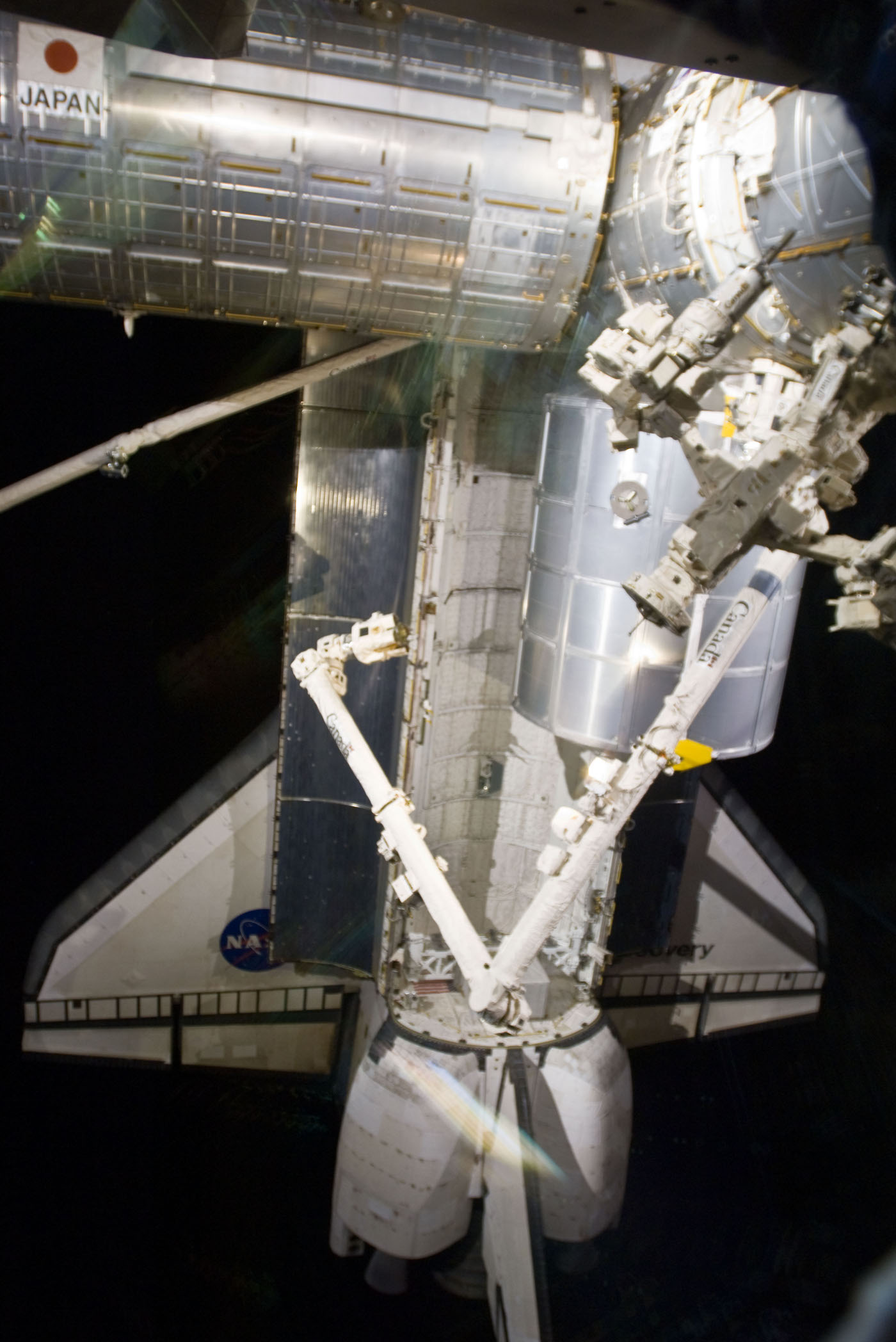
레오나르도 모듈이 천저 포트에 도킹한 모습.
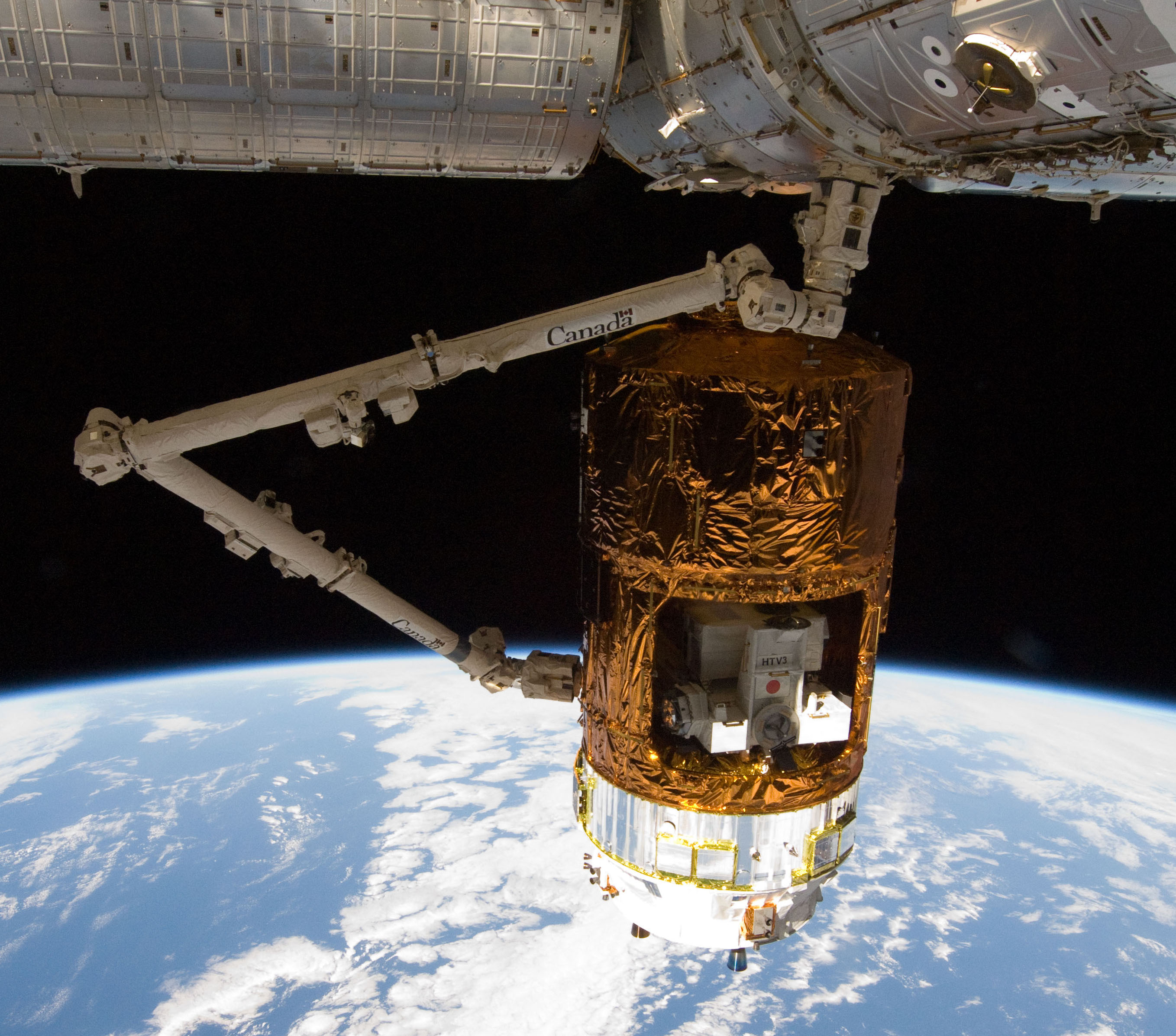
HTV-3이 천저 포트에 도킹한 모습.
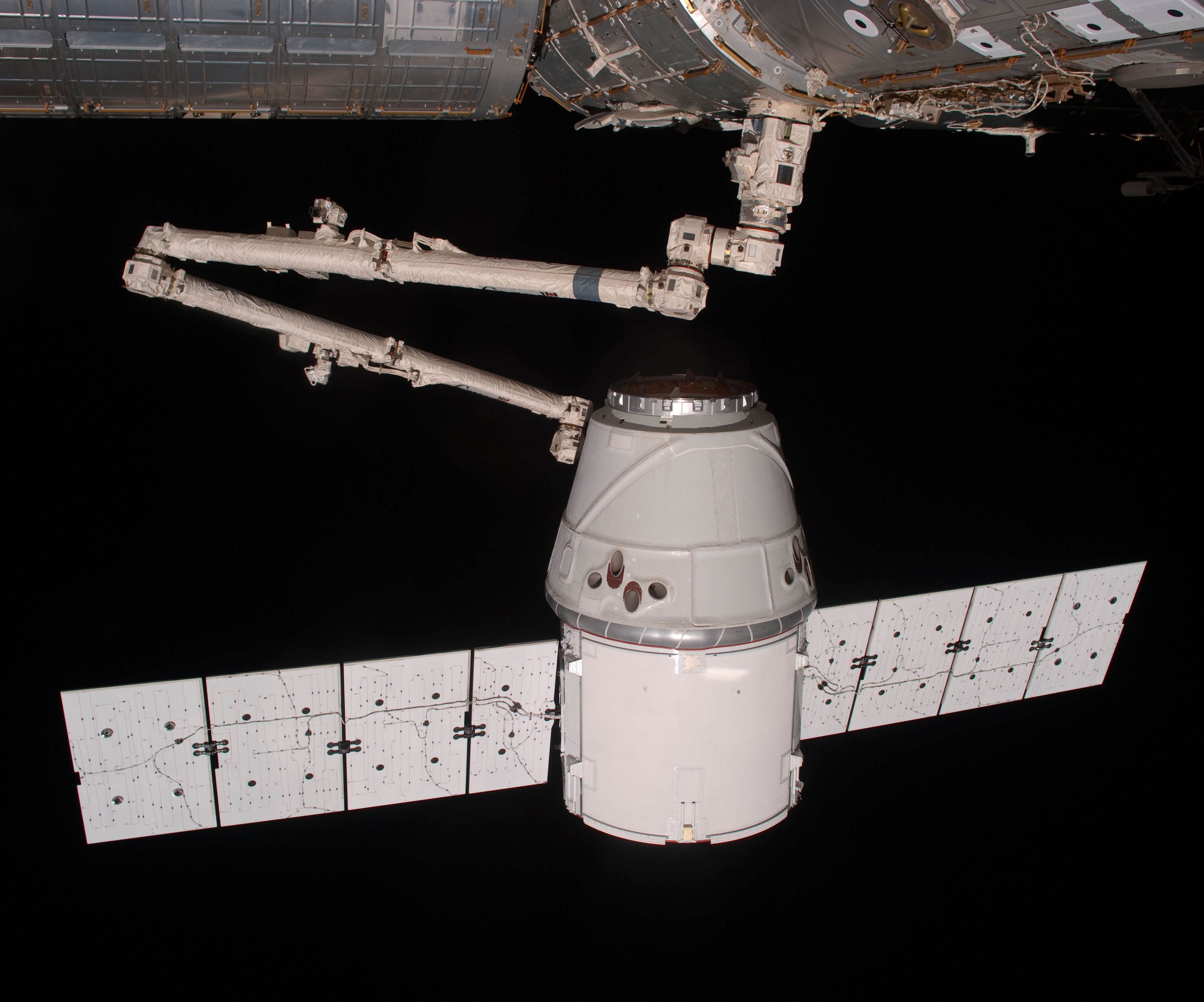
드래곤이 천저 포트에 도킹한 모습.
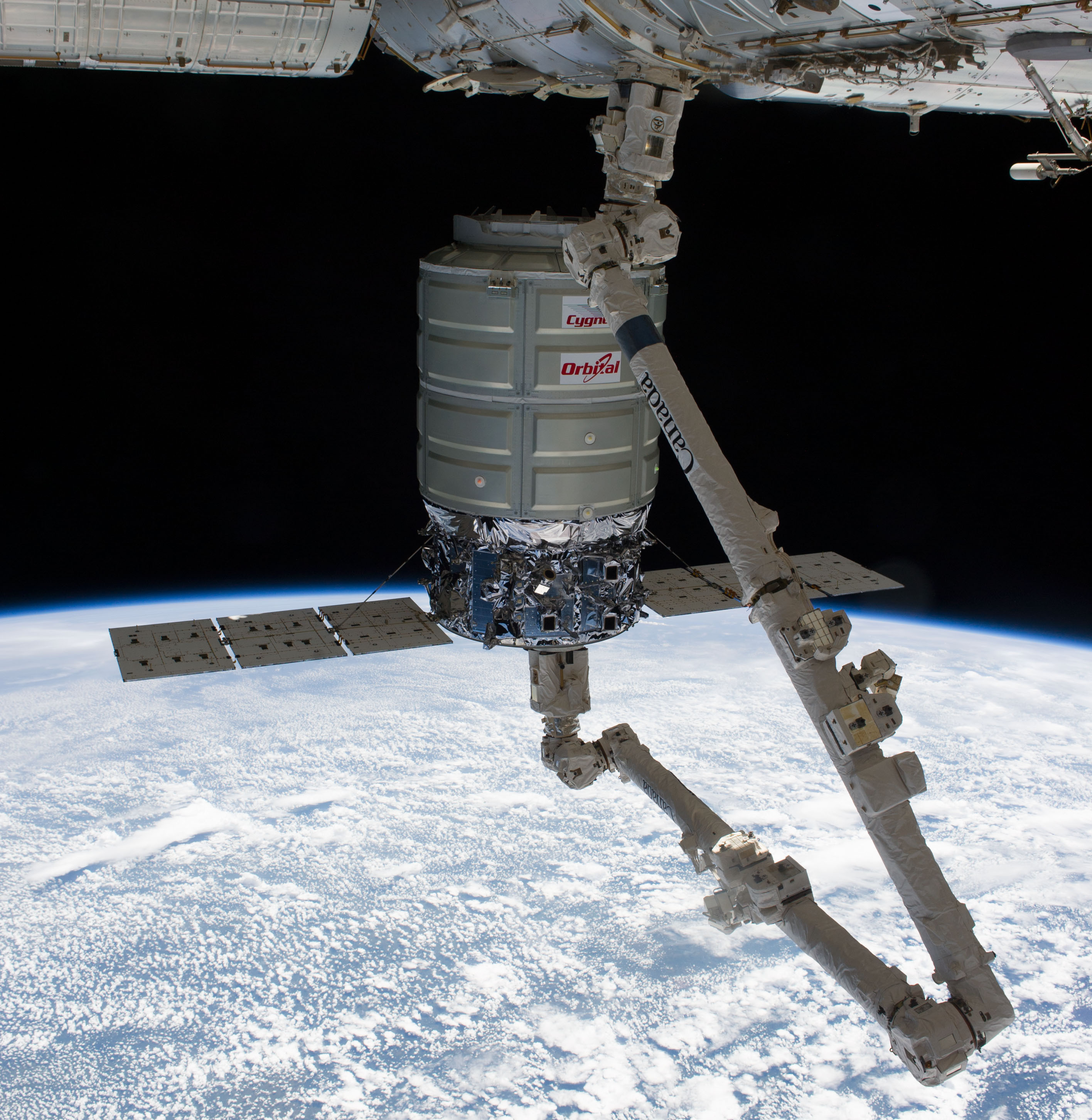
시그너스가 천저 포트에서 분리되는 모습.
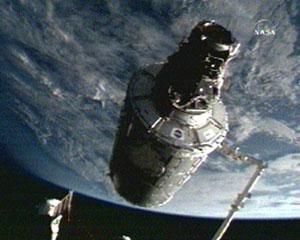
캐나다암2가 하모니 모듈을 정해진 위치로 옮기는 모습.

2017년 3월 26일 PMA-3이 트랜퀄리티 모듈에서 분리되어 하모니 모듈의 천저 포트에 부착되었다. 3월 30일 선외활동을 통해 하모니 모듈과 PMA-3의 배선 연결이 완료되었다. PMA-3은 2019년 7월 스페이스X CRS-18을 통해 정거장에 도착한 국제 도킹 어댑터-3과 2019년 8월 21일 선외 활동을 통해 연결되었다.